# بيلي جليز
بيلي ريتشارد جليز (بالإنجليزية: Billy Glaze) (13 يوليو 1943 – 22 ديسمبر 2015)، المعروف أيضا باسم "Jesse Sitting Crow" هو رجل أمريكي أدين في جريمة قتل ولكن ظهرت براءته باكتشاف تحليل الحمض النووي الريبوزي منقوص الأكسجين الذي استبعد جليز وورط رجل آخر.

## الجرائم
اشتبه في جليز في جرائم قتل ل50 امرأة على الأقل في ولايات عديدة. فقد زعم للشرطة بتفاخر قتله لأكثر من 20 سيدة، لكن ادعي في المقابلات التي أجريت أنه برئ. أصبح جليز مشتبه فيه بين 1986 و1987 في قتل ثلاث سيدات أمريكيات في منطقة مينيابوليس، مينيسوتا بعد إلقاء الضوءعليه للسلطلت عن طريق نادلة. قد أدت معلومة من صديقته الي بحث المحققين عنه في المكسيك. تم القبض عليه في 31 أغسطس 1987، أثناء قيادته للسيارة تحت تأثير الكحول، بسبب ارتكابه جريمة الاغتصاب في 1974 في تكساس. وجد رجال الشرطة قميصا ملطخا بالدم، مخلا وعصا في سيارته. واستخدمت عينات من الشعر المخل لإدانته بالقتل. و قد أدين بثلاث تهم قتل من الدرجة الأولي وقد يكون مؤهلا للإفراج المشروط بعد 52 عاما. وقد تمسك ببراءته في الحكم. تم سجنه في مركز الآصلاحية جيمس ت. فون في سميرنا بولاية ديلاوير.

## أدلة جديدة
أدت تحاليل الحمض النووي الريبوزي منقوص الأكسجين التي تمت بناء علي مشروع البراءة في 2009 إلي اكتشاف أن السائل المنوي لإحدي الضحايا لا يطابق جليز، لكنه يطابق رجل آخر من مينيسوتا أدين بالاغتصاب. أجريت اختبارات إضافية في 2014 علي عقب سجارة وجد بجانب جسد الضحية الثانية وكانت النتيجة مطابقة لنفس الرجل. وعلى الرغم من اختبار عشرات الأدلة من مسارح الثلاث جرائم، لا يوجد منها ما يطابق جليز.
التمس محامي جليز محاولة جديدة لنتائج اختبارات الحمض النووي الريبوزي منقوص الأكسجين و أسئلة متعلقة بمسئولية الشهود التي أدلت في محاولة جليز الأساسية، واحدا منهم أنكر والآخر طالب بأنه شهد أكثر من 60 جريمة قتل في فترة سجنه. وردا علي إخطار محامي جليز، قامت إدارة شرطة مينيابوليس ومكتب المحامي هينيبين كونتي بإعادة التحقيق في القضية.

## موته
توفي جليز في 22 ديسمبر 2015 عن عمر يناهز 72 عاما، بعد وقت قصير من تشخيص المرحلة الرابعة سرطان الرئة. مات بعد قضاء 25 سنة في السجن.